# Trínax
En la mitología griega Trínax era uno de los helíadas, hijo de Helios y la ninfa Rodo. 
Trínax, junto con sus hermanos Auges y Macareo, había logrado expulsar a los malvados telquines de la isla de Rodas, a pesar de que estos se vengaran arrojando agua del Estigia que envenenó las tierras de cultivo de la isla.